# Блате
Блате (словен. Blate,   или Flatach) је насељено место у општини Рибница, регија Југоисточна Словенија, Словенија.

## Историја
До територијалне реорганизације у Словенији било је у саставу старе општине Рибница.

## Становништво
У попису становништва из 2011. године, Блате је имало 61 становника.
| Број становника према пописима | Број становника према пописима | Број становника према пописима |
| ------------------------------ | ------------------------------ | ------------------------------ |
| 1991                           | 2002                           | 2011                           |
| 59                             | 59                             | 61                             |

| Блате                         | Блате                         | Блате                                           |
| ----------------------------- | ----------------------------- | ----------------------------------------------- |
| 1961                          | 1971                          | 1981                                            |
| укупно: 54 Словенци 54 (100%) | укупно: 41 Словенци 41 (100%) | укупно: 38 Словенци 33 (86,84%) Срби 5 (13,15%) |